# Saint-Mandé-sur-Brédoire
Saint-Mandé-sur-Brédoire – miejscowość i gmina we Francji, w regionie Nowa Akwitania, w departamencie Charente-Maritime.
Według danych na rok 1990 gminę zamieszkiwało 318 osób, a gęstość zaludnienia wynosiła 14 osób/km² (wśród 1467 gmin regionu Poitou-Charentes Saint-Mandé-sur-Brédoire plasuje się na 699. miejscu pod względem liczby ludności, natomiast pod względem powierzchni na miejscu 309.).